# Arcugnano
Arcugnano (velenceiül Arcunjan) település Olaszországban, Veneto régióban, Vicenza megyében. Lakosainak száma 7674 fő (2023. január 1.). Arcugnano Barbarano Mossano, Brendola, Longare, Nanto, Zovencedo, Altavilla Vicentina, Castegnero és Vicenza községekkel határos.

## Népesség
A település népességének változása:
| Lakosok száma | 7842 | 7853 | 7674 |
|               | 2017 | 2018 | 2023 |